# Toe Blake
Hector „Toe“ Blake (21. srpna 1912, Victoria Mines – 17. května 1995, Montreal) byl kanadský hokejista a trenér. Montreal Canadiens, který trénoval, vyhrál pod jeho vedením celkem osm Stanley Cupů.
Jako hráč působil v NHL v Montrealu Maroons a Montrealu Canadiens ve slavné Punch Line s Elmerem Lachem a Mauricem Richardem. V sezóně 1938–39 získal Hart Trophy pro nejužitečnějšího hráče a Art Ross Trophy pro vítěze kanadského bodování. Vyhrál tři Stanley Cupy – v roce 1935 s Maroons a dvakrát jako kapitán Canadiens v letech 1944 a 1946. Hráčskou kariéru mu ukončilo zranění kotníku v roce 1948. V odehraných 577 zápasech v NHL zaznamenal 527 bodů za 235 branek a 292 přihrávek.
Trenérem Canadiens se stal v roce 1955 a tehdy stále ještě vedl i bývalého spoluhráče Maurice Richarda. Na lavičce zůstal do roku 1968 a za tu dobu osmkrát s týmem vyhrál Stanley Cup (1956–1960, 1965, 1966 a 1968).
Přezdívka „Toe“ pochází z jeho dětství, kdy jeho sestra nebyla schopná vyslovit jeho jméno Hector a to z jejích úst často znělo jako Hec-toe. Jako hráč měl i přezdívku Old Lamplighter (Starý lampář), protože častými góly rozsvěcoval brankové světlo.
Byl uveden do hokejové síně slávy a v roce 1982 se stal členem Řádu Kanady. U příležitosti 100. výročí NHL byl v lednu 2017 vybrán jako jeden ze sta nejlepších hráčů historie ligy.
Zemřel na komplikace spojené s Alzheimerovou nemocí.